# Вікнянський парк
Вікня́нський парк — парк-пам'ятка садово-паркового мистецтва місцевого значення в Україні. Об'єкт природно-заповідного фонду Чернівецької області. 
Розташований у межах Заставнівського району Чернівецької області, на північ від центральної частини села Вікно. 
Площа 2 га. Статус надано згідно з рішенням облвиконкому від 30.05.1979 року № 198. Перебуває у віданні Вікнянської сільської ради. 
Статус надано для збереження парку, закладеного 1810 року та остаточно сформованого 1860 року. В його складі близько 20 видів дерев та чагарників, у тому числі рідкісних і старовікових: гінкго дволопатеве, платан кленолистий, шовковиця біла, тополя пірамідальна, верба вавилонська, в'яз карликовий, а також дуби віком понад 250 років. 
У межах парку розташований Палац Зота.